# Gaëtan Deneuve
Pour les articles homonymes, voir Deneuve.
Gaëtan Deneuve, né le 3 mai 1985 à Harfleur en Seine-Maritime est un ancien footballeur français qui évoluait au poste de gardien de but. Il devient arbitre en 2018.

## Carrière
Il a fait ses débuts à Goderville, petit club de Seine-Maritime avant d'être formé à Havre, il arrive à  l'AS Cherbourg en 2004. Après trois ans et 63 matchs dans les buts du club de la Manche, il annonce son départ.
Annoncé dans un premier temps à Amiens, il jouera finalement à La Berrichonne de Châteauroux lors de la saison 2007-2008.
Le 28 juin 2010, il signe un contrat d'un an plus une année supplémentaire en cas de maintien avec le Stade brestois 29. Il est alors la doublure de Steeve Elana mais connaît une saison blanche et n'est finalement pas conservé par Brest à la fin de la saison.
Sans club, il rebondit à l'US Goderville, un club de sa région natale.
En 2012, il s'engage avec l'ÉFC Fréjus Saint-Raphaël. Après cinq saisons dans le sud de la France, il signe le 30 juin 2017 pour un an avec le club de Bourg-en-Bresse Péronnas qui évolue en Ligue 2.
Il devient arbitre lors de la saison 2018-2019,.
Le 31 mai 2025, il est au sifflet d'un match de barrage capital pour la montée en championnat de National 3, opposant l'AS Trouville-Deauville au Havre Caucriauville, les champions de leurs groupe respectifs de Régional 1 Normandie.
Alors que le club de Trouville mène 1-0 à la 89ème minute du match, et se trouve tout près d'une accession historique, il accorde un penalty totalement imaginaire aux havrais, sifflant une faute de main du défenseur alors que ce dernier a détourné le ballon de la cuisse. Le club de Trouville sera éliminé à la séance de tirs au but, voyant le travail d'une saison ruinée par une décision incompréhensible et incomprise.

## Statistiques
| Saison      | Club                | Pays   | Championnat | Championnat | Championnat | Championnat  | Championnat  | Coupe de France | Coupe de France | Coupe de la Ligue | Coupe de la Ligue |
| Saison      | Club                | Pays   | Division    | Matchs      | Buts        | Cartons      | Cartons      | Matchs          | Buts            | Matchs            | Buts              |
| ----------- | ------------------- | ------ | ----------- | ----------- | ----------- | ------------ | ------------ | --------------- | --------------- | ----------------- | ----------------- |
| Saison      | Club                | Pays   | Division    | Matchs      | Buts        | Carton jaune | Carton rouge | Matchs          | Buts            | Matchs            | Buts              |
| 2003 - 2004 | Le Havre AC B       | France | CFA2        | ?           | ?           | ?            | ?            | -               | -               | -                 | -                 |
| 2004 - 2005 | AS Cherbourg (prêt) | France | National    | 8           | 0           | 1            | 0            | -               | -               | -                 | -                 |
| 2005 - 2006 | AS Cherbourg        | France | National    | 19          | 0           | 0            | 0            | -               | -               | -                 | -                 |
| 2006 - 2007 | AS Cherbourg        | France | National    | 26          | 0           | 1            | 0            | -               | -               | -                 | -                 |
| 2007 - 2008 | LB Châteauroux      | France | Ligue 2     | 13          | 0           | 0            | 0            | 2               | 0               | 0                 | 0                 |
| 2008 - 2009 | LB Châteauroux      | France | Ligue 2     | 10          | 0           | 0            | 0            | 3               | 0               | 3                 | 0                 |
| 2009 - 2010 | LB Châteauroux      | France | Ligue 2     | 16          | 0           | 1            | 0            | 1               | 0               | 0                 | 0                 |
| 2010 - 2011 | Stade brestois B    | France | CFA2        | 3           | 0           | 0            | 0            | -               | -               | -                 | -                 |
| 2010 - 2011 | Stade brestois      | France | Ligue 1     | 0           | 0           | 0            | 0            | -               | -               | -                 | -                 |

Au 23 décembre 2010
Source: LFP (Ligue de Football Professionnel)